# Шох, Густав
Густав Шох (нем. Gustav Schoch; 1833—1899) — швейцарский медик и энтомолог.

## Биография
Густав Шох родился 10 сентября 1833 года в Цюрихе. С 1857 по 1860 год изучал медицину в Цюрихском университете.
Получив необходимое образование занимался врачебной практикой в родном городе и в то же время преподавал естественные науки в местном кантональном училище.
В 1876 году Г. Шох был назначен директором энтомологического музея политехникума, при котором читал с 1879 года лекции в качестве приват-доцента. 
Густав Шох был отличным знатоком швейцарской фауны насекомых, собрал великолепную коллекцию жуков семейства Cetonidae, изучением которого он преимущественно занимался; кроме того, принимал активное участие в вопросах о рыбоводстве и рыболовстве. 
Шох напечатал большое число научных трудов и статей, среди которых наиболее известны следующие: «Die microscopischen Thiere des Süsswasseraquariums» (Лейпциг, 1868); «Die schweizerischen Orthopteren etc.» (Цюрих, 1876); «Analyt. Tabellen z. Bestimmen der schweizer. Libellen» («Mitth. schweiz. ent. Ges.», 1878); «Practische Anleitung zum Bestimmen der Käfer Deutschlands und der Schweiz» (Штутгарт, 1878); «Orthoptera Helvetiae» («Mitth. etc.», 1886); «System der Cetoniden u. spec. Beschreibung neuer Arten u. Varietäten» («Mitth. etc.», 1894—98); «Genera und Species meiner Cetonidensammlung» (Цюрих, 1895).
Густав Шох умер 27 февраля 1899 года в городе Цюрихе.